# 暦本純一
暦本 純一（れきもと じゅんいち、1961年2月4日 - ）は、日本の情報工学者。東京大学大学院情報学環教授、ソニーコンピュータサイエンス研究所副所長。学位は、博士（理学）（東京工業大学）。クウジット創業者。

## 人物・経歴
東京都生まれ。神奈川県川崎市出身。神奈川県立多摩高等学校を経て、1984年、東京工業大学（のちの東京科学大学）理学部情報科学科卒業。大学在学中は学生オーケストラでチェロを担当した。
1986年、東京工業大学大学院理工学研究科情報科学専攻修士課程を修了し、日本電気（NEC）に入社。ソフトウェアの開発研究所に配属される。
1992年から1年間アルバータ大学コンピュータグラフィックス研究所客員研究員として留学しマーク・グリーン教授の下でバーチャルリアリティを研究した。
1993年に帰国後、北野宏明の誘いを受け、1994年、ソニーコンピュータサイエンス研究所入社。1996年、東京工業大学博士（理学）。1999年、ソニーコンピュータサイエンス研究所インタラクションラボラトリー室長。
2007年、東京大学大学院情報学環学際情報学府総合分析情報学コース教授、ソニーコンピュータサイエンス研究所副所長。
2010年、多摩美術大学情報デザイン学科客員教授。
2020年、ソニーコンピュータサイエンス研究所京都研究室ディレクター。
慶應義塾大学大学院メディアデザイン研究科訪問教授、放送大学客員教授、クウジット共同創業者兼取締役特別顧問、電通ISIDスポーツ&ライフテクノロジーラボシニアリサーチフェロー等も務める。

## 共編著・監修
- 『入門X Window』松田晃一共著. アスキー, 1994
- 『UNIX日本語環境』松田晃一共著. アスキー, 1995
- 『インタラクティブシステムとソフトウェア 日本ソフトウェア科学会WISS 2000 8 (レクチャーノート/ソフトウェア学) 編. 近代科学社, 2000
- 『インタラクティブシステムとソフトウェア 日本ソフトウェア科学会WISS 2001 9 (レクチャーノート/ソフトウェア学) 編. 近代科学社, 2001
- 『コンピュータと人間の接点』黒須正明共著. 放送大学教育振興会, 2013
- 『オーグメンテッド・ヒューマン: AIと人体科学の融合による人機一体、究極のIFが創る未来』監修. エヌ・ティー・エス, 2018
- 『妄想する頭 思考する手 想像を超えるアイデアのつくり方』単著, 祥伝社, 2021